# Solveig Dommartin

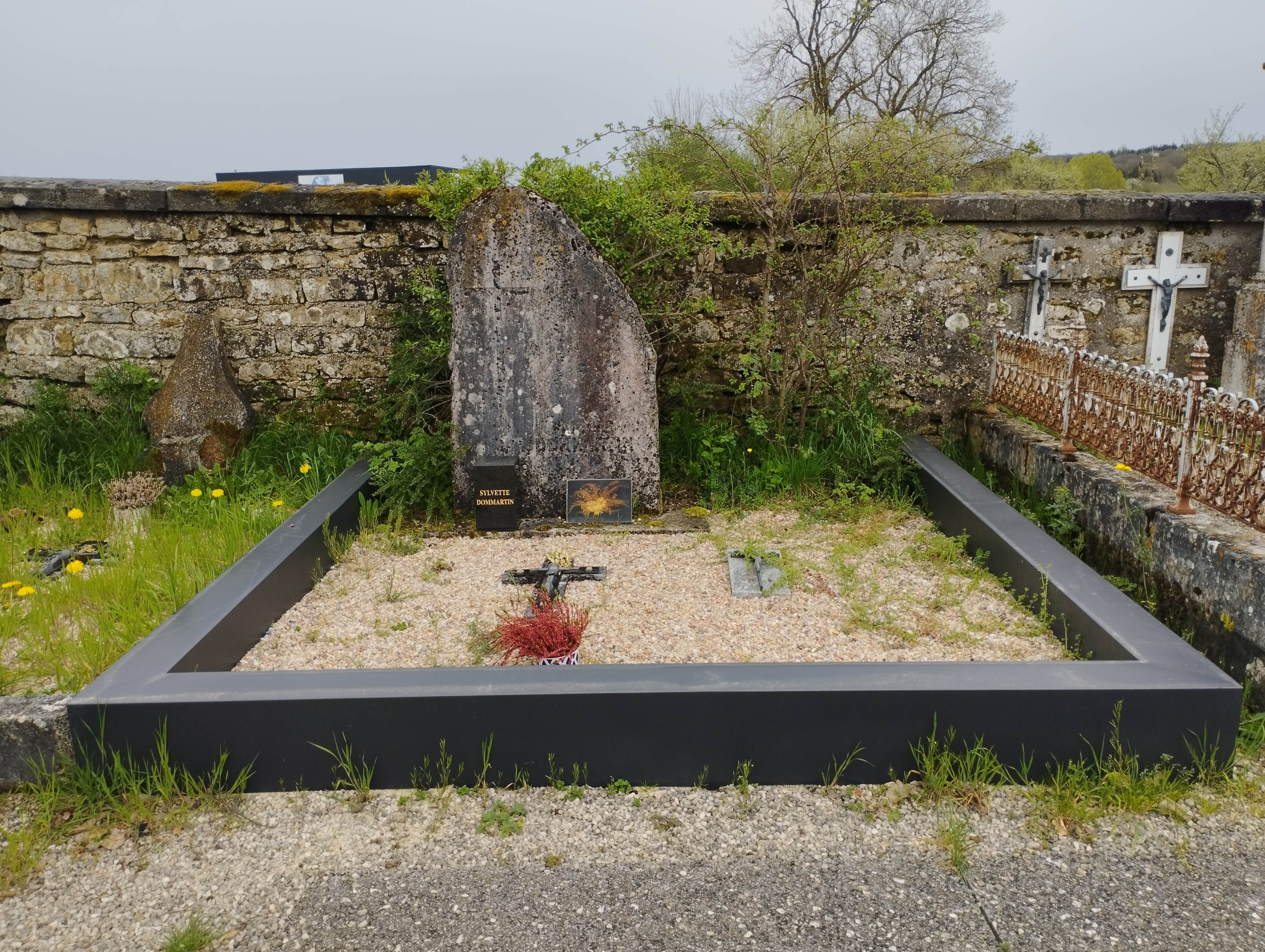
Grób Solveig Dommartin na cmentarzu w Bulgnéville

Solveig Dommartin (ur. 16 maja 1961 w Paryżu, zm. 11 stycznia 2007 tamże) – niemiecko-francuska aktorka.

## Życiorys
Pracowała jako aktorka teatralna w Compagnie Timothee Laine i w Theater Labor Warschau, była też asystentką reżysera Jacques'a Roziera. W 1987 roku zadebiutowała w filmie, rolą Marion w filmie Wima Wendersa Niebo nad Berlinem (sześć lat później zagrała w kontynuacji tego filmu – Tak daleko, tak blisko). Zagrała również m.in. w filmach Bez strachu przed śmiercią (reż. Claire Denis, 1990), Aż na koniec świata (reż. Wim Wenders, 1991) i J'ai pas sommeil (reż. Claire Denis, 1994).
Była współautorką scenariusza do Aż na koniec świata Wima Wendersa oraz pracowała nad montażem do Tokyo-Ga tego samego reżysera. W 1998 roku wyreżyserowała film krótkometrażowy pt. Il suffirait d'un pont.
Zmarła w Paryżu na zawał serca w wieku 45 lat. Została pochowana na cmentarzu w Bulgnéville.